# Eat Sleep Rave Repeat
Eat Sleep Rave Repeat (Nederlands: Eten Slapen Raven Herhalen) is een nummer van Fatboy Slim, Riva Starr en Beardyman.

## Hitnoteringen

### Nederlandse Top 40
| Hitnotering: 21-12-2013 t/m 08-03-2014 | Hitnotering: 21-12-2013 t/m 08-03-2014 | Hitnotering: 21-12-2013 t/m 08-03-2014 | Hitnotering: 21-12-2013 t/m 08-03-2014 | Hitnotering: 21-12-2013 t/m 08-03-2014 | Hitnotering: 21-12-2013 t/m 08-03-2014 | Hitnotering: 21-12-2013 t/m 08-03-2014 | Hitnotering: 21-12-2013 t/m 08-03-2014 | Hitnotering: 21-12-2013 t/m 08-03-2014 | Hitnotering: 21-12-2013 t/m 08-03-2014 | Hitnotering: 21-12-2013 t/m 08-03-2014 | Hitnotering: 21-12-2013 t/m 08-03-2014 | Hitnotering: 21-12-2013 t/m 08-03-2014 | Hitnotering: 21-12-2013 t/m 08-03-2014 |
| Week:                                  | 1                                      | 2                                      | 3                                      | 4                                      | 5                                      | 6                                      | 7                                      | 8                                      | 9                                      | 10                                     | 11                                     | 12                                     |                                        |
| -------------------------------------- | -------------------------------------- | -------------------------------------- | -------------------------------------- | -------------------------------------- | -------------------------------------- | -------------------------------------- | -------------------------------------- | -------------------------------------- | -------------------------------------- | -------------------------------------- | -------------------------------------- | -------------------------------------- | -------------------------------------- |
| Positie:                               | 31                                     | 17                                     | 9                                      | 9                                      | 8                                      | 12                                     | 13                                     | 15                                     | 16                                     | 20                                     | 27                                     | 38                                     | uit                                    |

### NederlandseSingle Top 100
| Hitnotering: 30-11-2013 t/m | Hitnotering: 30-11-2013 t/m | Hitnotering: 30-11-2013 t/m | Hitnotering: 30-11-2013 t/m | Hitnotering: 30-11-2013 t/m | Hitnotering: 30-11-2013 t/m | Hitnotering: 30-11-2013 t/m | Hitnotering: 30-11-2013 t/m | Hitnotering: 30-11-2013 t/m | Hitnotering: 30-11-2013 t/m | Hitnotering: 30-11-2013 t/m | Hitnotering: 30-11-2013 t/m | Hitnotering: 30-11-2013 t/m | Hitnotering: 30-11-2013 t/m | Hitnotering: 30-11-2013 t/m | Hitnotering: 30-11-2013 t/m | Hitnotering: 30-11-2013 t/m | Hitnotering: 30-11-2013 t/m | Hitnotering: 30-11-2013 t/m | Hitnotering: 30-11-2013 t/m | Hitnotering: 30-11-2013 t/m |
| Week:                       | 1                           | 2                           | 3                           | 4                           | 5                           | 6                           | 7                           | 8                           | 9                           | 10                          | 11                          | 12                          | 13                          | 14                          | 15                          | 16                          | 17                          | 18                          | 19                          | 20                          |
| --------------------------- | --------------------------- | --------------------------- | --------------------------- | --------------------------- | --------------------------- | --------------------------- | --------------------------- | --------------------------- | --------------------------- | --------------------------- | --------------------------- | --------------------------- | --------------------------- | --------------------------- | --------------------------- | --------------------------- | --------------------------- | --------------------------- | --------------------------- | --------------------------- |
| Positie:                    | 67                          | 37                          | 39                          | 35                          | 2                           | 4                           | 6                           | 8                           | 18                          | 23                          | 29                          | 49                          | 52                          | 58                          | 66                          | 63                          |                             |                             |                             |                             |

### VlaamseUltratop 50
| Hitnotering (Week 1 t/m 5): 09-11-2013 t/m 07-12-2013 Hitnotering (Week 6 t/m 7): 04-01-2014 t/m 11-01-2014 Hitnotering (Week 8 t/m 10): 08-02-2014 t/m 22-02-2014 | Hitnotering (Week 1 t/m 5): 09-11-2013 t/m 07-12-2013 Hitnotering (Week 6 t/m 7): 04-01-2014 t/m 11-01-2014 Hitnotering (Week 8 t/m 10): 08-02-2014 t/m 22-02-2014 | Hitnotering (Week 1 t/m 5): 09-11-2013 t/m 07-12-2013 Hitnotering (Week 6 t/m 7): 04-01-2014 t/m 11-01-2014 Hitnotering (Week 8 t/m 10): 08-02-2014 t/m 22-02-2014 | Hitnotering (Week 1 t/m 5): 09-11-2013 t/m 07-12-2013 Hitnotering (Week 6 t/m 7): 04-01-2014 t/m 11-01-2014 Hitnotering (Week 8 t/m 10): 08-02-2014 t/m 22-02-2014 | Hitnotering (Week 1 t/m 5): 09-11-2013 t/m 07-12-2013 Hitnotering (Week 6 t/m 7): 04-01-2014 t/m 11-01-2014 Hitnotering (Week 8 t/m 10): 08-02-2014 t/m 22-02-2014 | Hitnotering (Week 1 t/m 5): 09-11-2013 t/m 07-12-2013 Hitnotering (Week 6 t/m 7): 04-01-2014 t/m 11-01-2014 Hitnotering (Week 8 t/m 10): 08-02-2014 t/m 22-02-2014 | Hitnotering (Week 1 t/m 5): 09-11-2013 t/m 07-12-2013 Hitnotering (Week 6 t/m 7): 04-01-2014 t/m 11-01-2014 Hitnotering (Week 8 t/m 10): 08-02-2014 t/m 22-02-2014 | Hitnotering (Week 1 t/m 5): 09-11-2013 t/m 07-12-2013 Hitnotering (Week 6 t/m 7): 04-01-2014 t/m 11-01-2014 Hitnotering (Week 8 t/m 10): 08-02-2014 t/m 22-02-2014 | Hitnotering (Week 1 t/m 5): 09-11-2013 t/m 07-12-2013 Hitnotering (Week 6 t/m 7): 04-01-2014 t/m 11-01-2014 Hitnotering (Week 8 t/m 10): 08-02-2014 t/m 22-02-2014 | Hitnotering (Week 1 t/m 5): 09-11-2013 t/m 07-12-2013 Hitnotering (Week 6 t/m 7): 04-01-2014 t/m 11-01-2014 Hitnotering (Week 8 t/m 10): 08-02-2014 t/m 22-02-2014 | Hitnotering (Week 1 t/m 5): 09-11-2013 t/m 07-12-2013 Hitnotering (Week 6 t/m 7): 04-01-2014 t/m 11-01-2014 Hitnotering (Week 8 t/m 10): 08-02-2014 t/m 22-02-2014 | Hitnotering (Week 1 t/m 5): 09-11-2013 t/m 07-12-2013 Hitnotering (Week 6 t/m 7): 04-01-2014 t/m 11-01-2014 Hitnotering (Week 8 t/m 10): 08-02-2014 t/m 22-02-2014 | Hitnotering (Week 1 t/m 5): 09-11-2013 t/m 07-12-2013 Hitnotering (Week 6 t/m 7): 04-01-2014 t/m 11-01-2014 Hitnotering (Week 8 t/m 10): 08-02-2014 t/m 22-02-2014 | Hitnotering (Week 1 t/m 5): 09-11-2013 t/m 07-12-2013 Hitnotering (Week 6 t/m 7): 04-01-2014 t/m 11-01-2014 Hitnotering (Week 8 t/m 10): 08-02-2014 t/m 22-02-2014 |
| Week: | 1 | 2 | 3 | 4 | 5 | | 6 | 7 | | 8 | 9 | 10 | |
| --- | --- | --- | --- | --- | --- | --- | --- | --- | --- | --- | --- | --- | --- |
| Positie: | 30 | 26 | 28 | 34 | 39 | uit | 44 | 41 | uit | 41 | 37 | 48 | uit |